# Eduard Subocz
Eduard Anatoljewicz Subocz (ros. Эдуард Анатольевич Субоч, ur. 11 maja 1969 w Czernogorsku) – rosyjski skoczek narciarski, do 1991 reprezentant Związku Radzieckiego. Olimpijczyk (1988), medalista zimowej uniwersjady (1991). Dwukrotny uczestnik uniwersjady (1987 i 1991), brał też udział w mistrzostwach świata juniorów (1987). Wielokrotny mistrz Związku Radzieckiego. Po zakończeniu kariery zawodniczej działacz sportowy, sędzia skoków narciarskich i trener tej dyscypliny sportu.

## Życiorys
W zawodach Pucharu Świata zadebiutował 5 grudnia 1987 w Thunder Bay, zajmując 48. miejsce. W sumie w latach 1987–1989 wystąpił w 12 konkursach tego cyklu, ani razu nie zdobywając punktów. Najwyższą, 30. pozycję, zajął 5 marca 1988 w Lahti (wówczas jednak punkty zdobywało tylko 15 najlepszych skoczków).
W 1987 wystartował w mistrzostwach świata juniorów, zajmując 23. miejsce indywidualnie i 7. drużynowo. W tym samym roku wziął także udział w zimowej uniwersjadzie w Szczyrbskim Jeziorze, gdzie indywidualnie plasował się na 13. (skocznia duża) i 20. (obiekt normalny) pozycji, a drużynowo był 4. W uniwersjadzie wystartował również w 1991 w Sapporo, gdzie indywidualnie zajął 10. (obiekt duży) i 18. (skocznia normalna) miejscu, a w konkursie drużynowym zdobył srebrny medal.
W 1988 wziął udział w zimowych igrzyskach olimpijskich w Calgary, zajmując 38. pozycję w konkursie indywidualnym na skoczni normalnej.
W 1988 zdobył tytuł indywidualnego mistrza Związku Radzieckiego, zwyciężył również w Pucharze Związku Radzieckiego. W latach 1986–1989 czterokrotnie zdobywał złote medale konkursów drużynowych mistrzostw Związku Radzieckiego.
W 1992 roku przeprowadził się do Stanów Zjednoczonych, gdzie łączył uprawianie skoków narciarskich z pracą zawodową. W latach 1992–1996, na arenie międzynarodowej startował tylko w konkursach niższej rangi rozgrywanych w tym kraju, reprezentując początkowo Rosję, a później USA. Jest jedynym skoczkiem, który sześć razy z rzędu zwyciężył w zawodach Norge Ski Jump Tournament organizowanych corocznie od 1905 roku przez klub Norge Ski Club w Fox River Grove w stanie Illinois.
Po zakończeniu kariery zawodniczej został działaczem sportowym (pracował między innymi w Rosyjskim Komitecie Olimpijskim i Międzynarodowej Federacji Narciarskiej), a także sędzią skoków narciarskich (w roli tej brał udział między innymi w Mistrzostwach Świata w Lotach Narciarskich 2014) i trenerem tej dyscypliny sportu.
W 2005 ukończył Rosyjską Akademię Gospodarki Narodowej i Administracji Publicznej przy Prezydencie Federacji Rosyjskiej.
Od 2011 żonaty z rosyjską aktorką Aleną Babienko, ma syna z poprzedniego związku.

## Osiągnięcia

### Zimowe igrzyska olimpijskie

#### Indywidualnie
| 1988 Calgary | – | 38. miejsce (skocznia normalna) |

### Mistrzostwa świata juniorów

#### Indywidualnie
| 1987 Asiago/Gallio | – | 23. miejsce |

#### Drużynowo
| 1987 Asiago/Gallio | – | 7. miejsce |

### Zimowa uniwersjada

#### Indywidualnie
| 1987 Szczyrbskie Jezioro | – | 13. miejsce (skocznia duża), 20. miejsce (skocznia normalna) |
| 1991 Sapporo             | – | 10. miejsce (skocznia duża), 18. miejsce (skocznia normalna) |

#### Drużynowo
| 1987 Szczyrbskie Jezioro | – | 4. miejsce    |
| 1991 Sapporo             | – | srebrny medal |

### Puchar Świata

#### Miejsca w poszczególnych konkursach Pucharu Świata
Do sezonu 1992/1993 obowiązywała inna punktacja za konkurs Pucharu Świata.
| Sezon 1987/1988                                                                        |                  |                  |                 |             |              |                 |                             |                |                    |              |                  |             |                |              |            |                  |                |             |              |        |        |        |        |        |        |        |        |        |        |        |        |        |        |        |        |        |        |        |
| Thunder Bay K89                                                                        | Thunder Bay K120 | Lake Placid K114 | Lake Placid K86 | Sapporo K90 | Sapporo K115 | Oberstdorf K115 | Garmisch-Partenkirchen K107 | Innsbruck K109 | Bischofshofen K111 | Gallio K95   | Sankt Moritz K94 | Gstaad K88  | Engelberg K120 | Lahti K90    | Lahti K114 | Meldal K105      | Oslo K105      | Planica K92 | Planica K120 | punkty | punkty | punkty | punkty | punkty | punkty | punkty | punkty | punkty | punkty | punkty | punkty | punkty | punkty | punkty | punkty | punkty | punkty | punkty |
| 48                                                                                     | 50               | 51               | 45              | -           | -            | 51              | 43                          | 69             | 36                 | -            | -                | -           | -              | 30           | 63         | -                | -              | -           | -            | 0      | 0      | 0      | 0      | 0      | 0      | 0      | 0      | 0      | 0      | 0      | 0      | 0      | 0      | 0      | 0      | 0      | 0      | 0      |
| Sezon 1988/1989                                                                        |                  |                  |                 |             |              |                 |                             |                |                    |              |                  |             |                |              |            |                  |                |             |              |        |        |        |        |        |        |        |        |        |        |        |        |        |        |        |        |        |        |        |
| Thunder Bay K89                                                                        | Thunder Bay K120 | Lake Placid K114 | Lake Placid K86 | Sapporo K90 | Sapporo K115 | Oberstdorf K115 | Garmisch-Partenkirchen K107 | Innsbruck K109 | Bischofshofen K111 | Liberec K120 | Harrachov K120   | Oberhof K90 | Oberhof K90    | Chamonix K95 | Oslo K105  | Örnsköldsvik K82 | Harrachov K180 | Planica K92 | Planica K120 | punkty | punkty | punkty | punkty | punkty | punkty | punkty | punkty | punkty | punkty | punkty | punkty | punkty | punkty | punkty | punkty | punkty | punkty | punkty |
| -                                                                                      | -                | -                | -               | -           | -            | -               | -                           | -              | -                  | 76           | 84               | -           | -              | -            | -          | -                | -              | -           | -            | 0      | 0      | 0      | 0      | 0      | 0      | 0      | 0      | 0      | 0      | 0      | 0      | 0      | 0      | 0      | 0      | 0      | 0      | 0      |
| Legenda                                                                                |                  |                  |                 |             |              |                 |                             |                |                    |              |                  |             |                |              |            |                  |                |             |              |        |        |        |        |        |        |        |        |        |        |        |        |        |        |        |        |        |        |        |
| 1 2 3 4-10 11-15 poniżej 15 - – zawodnik nie wystartował lub zajął miejsce poniżej 15. |                  |                  |                 |             |              |                 |                             |                |                    |              |                  |             |                |              |            |                  |                |             |              |        |        |        |        |        |        |        |        |        |        |        |        |        |        |        |        |        |        |        |